# روبرت بي. إليوت
روبرت بي. إليوت (بالإنجليزية: Robert B. Elliott)‏ هو محامي وسياسي أمريكي، ولد في 11 أغسطس 1842 في ليفربول في المملكة المتحدة، وتوفي في 9 أغسطس 1884 في نيو أورلينز في الولايات المتحدة. حزبياً، نشط في الحزب الجمهوري. وقد انتخب عضو مجلس نواب كارولاينا الجنوبية وانتخب عضو مجلس النواب الأمريكي.

## روابط خارجية
- روبرت بي. إليوت على موقع الموسوعة البريطانية (الإنجليزية)